# IC 1748
IC 1748 — галактика типу SBbc (компактна витягнута галактика) у сузір'ї Овен.
Цей об'єкт міститься в оригінальній редакції індексного каталогу.